# Élections législatives de 1988 dans le Lot
Les élections législatives françaises de 1988 se déroulent les 5 et 12 juin 1988.  Dans le département du Lot, deux députés sont à élire dans le cadre de deux circonscriptions.

## Élus
| Circonscription | Député sortant        | Parti                 | Parti                 | Député élu ou réélu | Parti | Parti |
| --------------- | --------------------- | --------------------- | --------------------- | ------------------- | ----- | ----- |
| 1re             | Scrutin proportionnel | Scrutin proportionnel | Scrutin proportionnel | Bernard Charles     |       | MRG   |
| 2e              | Scrutin proportionnel | Scrutin proportionnel | Scrutin proportionnel | Martin Malvy        |       | PS    |

## Positionnement des partis
L'UDF et le RPR se présentent unis sous l'étiquette « Union du Rassemblement et du Centre » tandis que les candidats du Parti socialiste se rangent sous la bannière de la « Majorité présidentielle pour la France unie », slogan de la campagne présidentielle de François Mitterrand.

## Résultats

### Résultats à l'échelle du département
| Parti          | Parti                               | Premier tour | Premier tour | Second tour | Second tour | Sièges |
| Parti          | Parti                               | Voix         | %            | Voix        | %           | Sièges |
| -------------- | ----------------------------------- | ------------ | ------------ | ----------- | ----------- | ------ |
|                | Parti socialiste                    | 25 516       | 28,35        |             |             | 1      |
|                | Mouvement des radicaux de gauche    | 20 973       | 23,30        | 27 544      | 61,44       | 1      |
|                | La France unie                      | 46 489       | 51,65        | 27 544      | 61,44       | 2      |
|                |                                     |              |              |             |             |        |
|                | Rassemblement pour la République    | 16 623       | 18,47        |             |             | 0      |
|                | Union pour la démocratie française  | 13 658       | 15,17        | 17 284      | 38,56       | 0      |
|                | Union du Rassemblement et du Centre | 30 281       | 33,64        | 17 284      | 38,56       | 0      |
|                |                                     |              |              |             |             |        |
|                | Parti communiste français           | 6 763        | 7,51         |             |             | 0      |
|                | Front national                      | 3 961        | 4,40         | 0           |             |        |
|                | Extrême gauche                      | 2 510        | 2,79         | 0           |             |        |
|                |                                     |              |              |             |             |        |
| Inscrits       | Inscrits                            | 121 870      | 100,00       | 61 190      | 100,00      | 2      |
| Abstentions    | Abstentions                         | 29 781       | 24,44        | 14 575      | 23,82       |        |
| Votants        | Votants                             | 92 089       | 75,56        | 46 615      | 76,18       |        |
| Blancs et nuls | Blancs et nuls                      | 2 085        | 2,26         | 1 787       | 3,83        |        |
| Exprimés       | Exprimés                            | 90 004       | 97,74        | 44 828      | 96,17       |        |

### Résultats par circonscription

#### Première circonscription (Cahors)
| Candidat       | Candidat            | Parti           | Premier tour | Premier tour | Second tour | Second tour |  |
| Candidat       | Candidat            | Parti           | Voix         | %            | Voix        | %           |  |
| -------------- | ------------------- | --------------- | ------------ | ------------ | ----------- | ----------- |  |
|                | Bernard Charles élu | MRG (PS)        | 20 973       | 48,12        | 27 544      | 61,44       |  |
|                | Pierre Mas          | UDF (CDS) (URC) | 13 658       | 31,33        | 17 284      | 38,56       |  |
|                | Gérard Iragnes      | PCF             | 4 004        | 9,19         |             |             |  |
|                | Michel Grinfeder    | Extrême gauche  | 2 510        | 5,76         |             |             |  |
|                | Georges Vigne       | FN              | 2 443        | 5,6          |             |             |  |
|                |                     |                 |              |              |             |             |  |
| Inscrits       | Inscrits            | Inscrits        | 61 190       | 100,00       | 61 190      | 100,00      |  |
| Abstentions    | Abstentions         | Abstentions     | 16 463       | 26,9         | 14 575      | 23,82       |  |
| Votants        | Votants             | Votants         | 44 727       | 73,1         | 46 615      | 76,18       |  |
| Blancs et nuls | Blancs et nuls      | Blancs et nuls  | 1 139        | 2,55         | 1 787       | 3,83        |  |
| Exprimés       | Exprimés            | Exprimés        | 43 588       | 97,45        | 44 828      | 96,17       |  |

#### Deuxième circonscription (Figeac)
|                | Martin Malvy sortant réélu | PS             | 25 516 | 54,97  |  |  |  |
|                | Alain Chastagnol sortant   | RPR (URC)      | 16 623 | 35,81  |  |  |  |
|                | Jean-Claude Bouzou         | PCF            | 2 759  | 5,94   |  |  |  |
|                | François-Marie Perrier     | FN             | 1 518  | 3,27   |  |  |  |
|                |                            |                |        |        |  |  |  |
| Inscrits       | Inscrits                   | Inscrits       | 60 680 | 100,00 |  |  |  |
| Abstentions    | Abstentions                | Abstentions    | 13 318 | 21,95  |  |  |  |
| Votants        | Votants                    | Votants        | 47 362 | 78,05  |  |  |  |
| Blancs et nuls | Blancs et nuls             | Blancs et nuls | 946    | 2      |  |  |  |
| Exprimés       | Exprimés                   | Exprimés       | 46 416 | 98     |  |  |  |